# بالاتون‌ماریافوردو
بالاتون‌ماریافوردو (به مجاری: Balatonmáriafürdő) یک شهرداری در مجارستان است که در ناحیه مارتسالی واقع شده‌است. بالاتون‌ماریافوردو ۲۶٫۷۷ کیلومتر مربع مساحت و ۵۶۱ نفر جمعیت دارد.